# Hidehiro Sugai
Hidehiro Sugai (jap. 須貝 英大, Sugai Hidehiro; * 27. Oktober 1998 in Chūō, Präfektur Tokio) ist ein japanischer Fußballspieler.

## Karriere
Hidehiro Sugai erlernte das Fußballspielen in der Schulmannschaft der Hamamatsu Kaiseikan High School sowie in der Universitätsmannschaft der Meiji-Universität. Von September 2020 bis Saisonende wurde er an Ventforet Kofu ausgeliehen. Der Verein aus Kōfu spielte in der zweiten japanischen Liga, der J2 League. Sein Debüt in der zweiten Liga gab der Jugendspieler am 26. September 2020 im Auswärtsspiel gegen Albirex Niigata. Hier stand er in der Startelf und spielte die kompletten 90 Minuten. Anfang 2021 wurde er von Ventforet fest unter Vertrag genommen. Am 15. Oktober 2022 stand er mit Kofu im Finale des japanischen Pokals, wo man im Elfmeterschießen den Erstligisten Sanfrecce Hiroshima besiegte. Im Juli 2023 wechselte er zum Erstligisten Kashima Antlers. Nach zwei Spielzeiten, in denen er 21 Ligaspiele bestritt, wechselte er im Januar 2025 zum ebenfalls in der ersten Liga spielenden Kyōto Sanga.

## Erfolge
Ventforet Kofu
- Japanischer Pokalsieger: 2022